# Moataz Yaseen
Moataz Yaseen Mahjoub Al-Fityani (3 de novembro de 1982) é um futebolista profissional jordaniano que atua como goleiro.

## Carreira
Moataz Yaseen representou a Seleção Jordaniana de Futebol na Copa da Ásia de 2015 e 2011.